# Liste der Gerichtsbezirke in der Bukowina
Diese Liste der Gerichtsbezirke in der Bukowina listet alle Gerichtsbezirke im ehemaligen österreichischen Kronland Bukowina auf.

## Geschichte
Die Gerichtsbezirke in der Bukowina wurden durch eine kaiserliche Verordnung vom 6. November 1850 geschaffen, wobei für die Bukowina die Errichtung von insgesamt 17 Gerichtsbezirken festgelegt wurde. Dies waren die Gerichtsbezirke Czernowitz, I. Section, Czernowitz II. Section, Zastawna, Kotzmann, Sadogura, Storoszenetz, Wischnitza, Waskoutz, Puttila, Radautz, Sereth, Seletin, Suczawa, Solka, Gura humora, Moldauisch Kimpolung und Watra dorna. Die 17 Gerichtsbezirke waren in vier Kreise eingeteilt, in denen das Landesgericht Czernowitz, und die drei Bezirksgerichte Wischnitza, Radautz und Sucawa die erste Instanz in Zivil- und Strafsachen für die ihnen unterstellten Gerichtsbezirke bildeten. Alle zusammen waren dem Landesgericht Czernowitz bzw. dem Oberlandesgericht Lemberg unterstellt.
Bereits 1854 wurde die Kaiserliche Verordnung durch eine Ministerial-Verordnung abgeändert. Durch die Zusammenlegung der Gerichtsbezirke Czernowitz der I. und II. Section sowie die Einsparung des Gerichtsbezirks Seletin war die Bukowina nun in 15 Gerichtsbezirke eingeteilt. Als Untersuchungsgerichte für Verbrechen und Vergehen wurden wiederum das Landesgericht Czernowitz (für Czernowitz und Umgebung, Sadagura, Kotzmann, Waskoutz und Zastawna), das Bezirksgericht Suczawa (für die Gerichtsbezirke Suzawa, Dorna, Kimpolung und Gurahumora), das Bezirksgericht Storoschinetz (für die Bezirke Storoschinetz, Puttilla und Wysnitz) und das Bezirksgericht Radautz (für die Gerichtsbezirke Radautz, Solka und Sereth) bestimmt. Im Jahr 1908 gab es für die zweite Instanz nur mehr das Landesgericht Czernowitz und das Kreisgericht Suczawa.
Die Bezirksgerichte nahmen in den ihnen unterstehenden Gerichtsbezirken zunächst auch politische Aufgaben und Verwaltungsaufgaben wahr. Erst durch die Schaffung der modernen, politischen Bezirke erfolgte um das Jahr 1868 in der Habsburgermonarchie die Trennung der politischen von der judikativen Verwaltung. Für die Bukowina wurden in der Folge 1868 die bestehenden 15 Bezirke bzw. Gerichtsbezirke zu den acht Bezirken Czernowitz, Kimpolung, Kotzmann, Radautz, Sereth, Storozynetz, Suczawa und Wisznitz zusammengefasst. Hierfür war auch der inzwischen aufgelöste Gerichtsbezirk Puttila wiedererrichtet worden, wobei gleichzeitig per 28. März 1870 mehrere Gebietsänderungen zwischen den Gerichtsbezirken umgesetzt wurden.
Auch in der Folge wurden immer wieder neue Gerichtsbezirke geschaffen bzw. reaktiviert. So erfolgte per 1. Juni 1888 die Wiedererrichtung des Gerichtsbezirkes Seletin im Bezirk Suczawa.
Ebenso entstand per 1. November 1898 der Gerichtsbezirk Waschkoutz am Czeremosch, per 1. Februar 1904 der Gerichtsbezirk Bojan, per 1. September 1910 der Gerichtsbezirk Stulpikany und per 1. Oktober 1913 der Gerichtsbezirk Czudyn. 1914 wurde zudem die Errichtung des Gerichtsbezirks Ober-Wików verordnet. Das Kronland Bukowina fiel nach dem Ende des Ersten Weltkriegs durch den Vertrag von Saint-Germain an Rumänien.

## Gerichtsbezirke
Die Tabelle enthält im Einzelnen folgende Informationen (Stand 1900):
| Gerichtsbezirk:                     | Name des Gerichtsbezirkes in deutscher Sprache             |
| Rumänische/Ruthenische Bezeichnung: | Rumänische bzw. Ruthenische Bezeichnung                    |
| Politischer Bezirk:                 | Politischer Bezirk, in dem der Gerichtsbezirk damals lag   |
| Einwohner:                          | Einwohner                                                  |
| Fläche in km²:                      | Fläche in km²                                              |
| Bev.-Dichte:                        | Bevölkerungsdichte in Einwohner pro km²                    |
| Deutschsprachige:                   | Einwohner mit deutscher Umgangssprache                     |
| Ruthenisch-/Rumänischsprachige:     | Einwohner mit ruthenischer bzw. rumänischer Umgangssprache |
| Sonstige:                           | Einwohner mit anderen Umgangssprachen                      |

Landesgericht: alle Bezirksgerichte waren dem Landesgericht Czernowitz unterstellt.
| Gerichts- bezirk         | Rumänische Bezeichnung | Ruthenische Bezeichnung   | Politischer Bezirk | Ein- wohner | Fläche in km² | Bev.- Dichte | Deutsch- spr. | Ruth.- spr. | Rum.- spr. | Sons- tige |
| ------------------------ | ---------------------- | ------------------------- | ------------------ | ----------- | ------------- | ------------ | ------------- | ----------- | ---------- | ---------- |
| Czernowitz               | Cernăuţ                | Czerniwci                 | Czernowitz         | 110.484     | 473,09        | 234          | 38.253        | 38.506      | 22.653     | 9.199      |
| Dorna Watra              | Vatra Dornei           | Dornawatra                | Kimpolung          | 14.406      | 652,84        | 22           | 5.220         | 446         | 7.480      | 319        |
| Gurahumora               | Gurahumora             | Gura Humorului            | Gurahumora         | 30.549      | 440,10        | 69           | 8.344         | 78          | 20.170     | 1.771      |
| Kimpolung                | Câmpulung              | Kimpolung                 | Kimpolung          | 41.282      | 1696,64       | 24           | 11.623        | 6.896       | 20.725     | 1.144      |
| Kotzman                  | Coţman                 | Kicmań                    | Kotzman            | 43.131      | 344,84        | 125          | 4.285         | 37.997      | 74         | 740        |
| Putilla                  | Putila                 | Putyłiw                   | Wiznitz            | 13.614      | 529,80        | 26           | 1.854         | 11.682      | 4          | 65         |
| Radautz                  | Rădăuț                 | Radiwci                   | Radautz            | 70.015      | 878,68        | 80           | 19.169        | 2.974       | 44.525     | 3.040      |
| Sadagora                 | Sadagura               | Sadhora                   | Czernowitz         | 56.576      | 460,63        | 123          | 9.583         | 32.902      | 9.931      | 3.022      |
| Seletin                  | Seletin                | Seletyn                   | Radautz            | 12.137      | 962,29        | 13           | 2.324         | 5.890       | 3.394      | 286        |
| Sereth                   | Siret                  | Seret                     | Sereth             | 60.743      | 518,80        | 117          | 10.012        | 26.155      | 16.171     | 8.161      |
| Solka                    | Solca                  | Solka                     | Gurahumora         | 25.192      | 299,79        | 84           | 3.850         | 1.394       | 18.257     | 1.628      |
| Stanestie                | Stănești               | Staniwci                  | Storozynetz        | 22.249      | 216,69        | 103          | 2.838         | 19.125      | 105        | 169        |
| Storozynetz              | Storojineţ             | Storożynec                | Storozynetz        | 57.851      | 935,62        | 62           | 12.381        | 15.183      | 27.925     | 2.266      |
| Suczawa                  | Suceava                | Suczawa                   | Suczawa            | 62.447      | 569,32        | 110          | 11.549        | 11.269      | 37.252     | 1.870      |
| Waschkoutz am Czeremosch | Văşcăuţ lângă Ceremuş  | Waszkiwci nad Czeremoszem | Wiznitz            | 21.346      | 211,18        | 101          | 3.478         | 16.656      | 55         | 1.151      |
| Wiznitz                  | Vijniţa                | Wyżnycia                  | Wiznitz            | 36.112      | 758,91        | 48           | 9.841         | 25.223      | 242        | 1.302      |
| Zastawna                 | Zastavna               | Zastawna                  | Kotzman            | 51.502      | 492,82        | 105          | 4.882         | 45.422      | 55         | 1.069      |